# عربی نیجریه‌ای

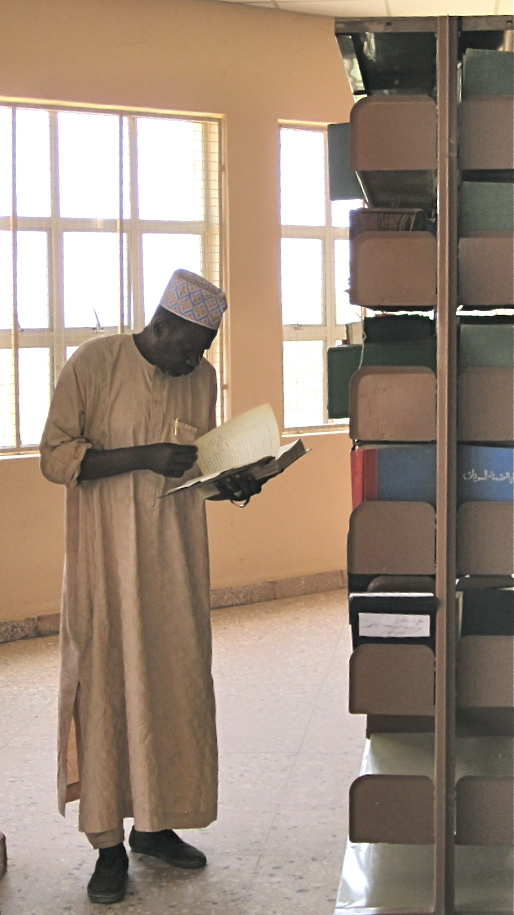
فردی در حال خواندن کتاب عربی نیجریه‌ای

عربی نیجریه‌ای (به عربی: عربیة نیجیریة) یکی از گویش‌های عربی رایج در شمال نیجریه و به ویژه ایالت بورنو در مرز چاد است. زبان مادری ۱۰ درصد از جمعیت این ایالت که بیشتر در مایدوگوری، مرکز آن، متمرکز هستند، عربی است و شمار دیگری نیز از این زبان به عنوان زبان میانجی استفاده می‌کنند. این گویش به عربی چادی بسیار نزدیک است اما شمار گویشوران بومی آن بسیار کمتر از چادی است.